# Якубково (Ґрудзьондзький повіт)
Якубково (пол. Jakubkowo) — село в Польщі, у гміні Ласін Ґрудзьондзького повіту Куявсько-Поморського воєводства.
Населення — 251 особа (2011).
У 1975-1998 роках село належало до Торунського воєводства.

## Демографія
Демографічна структура станом на 31 березня 2011 року:
|          | Загалом | Допрацездатний вік | Працездатний вік | Постпрацездатний вік |
| -------- | ------- | ------------------ | ---------------- | -------------------- |
| Чоловіки | 136     | 37                 | 85               | 14                   |
| Жінки    | 115     | 19                 | 75               | 21                   |
| Разом    | 251     | 56                 | 160              | 35                   |